# Толкин (фильм)
«То́лкин» (англ. Tolkien) — американская биографическая драма режиссёра Доме Карукоски, сценарий которой написали Дэвид Глисон и Стивен Бересфорд. Фильм рассказывает о профессоре, филологе и писателе Джоне Рональде Руэле Толкине, создателе «Хоббита», «Властелина колец» и «Сильмариллиона», а также известных академических трудов. Главные роли в фильме исполняют Николас Холт и Лили Коллинз.
3 мая 2019 года в Финляндии, Великобритании и Ирландии состоялась мировая премьера фильма.

## Сюжет
В фильме показываются годы становления осиротевшего писателя: то, как он обретает дружбу, любовь и художественное вдохновение среди группы товарищей, школьных изгоев. Дальнейшие события подводят его к началу Первой мировой войны, которая грозит разорвать на части его «братство». Все эти переживания вдохновили Толкина на написание знаменитых историй о Средиземье.

## В ролях
| Актёр             | Роль                   |
| ----------------- | ---------------------- |
| Николас Холт      | Джон Толкин            |
| Харри Гилби       | юный Джон Толкин       |
| Лили Коллинз      | Эдит Толкин            |
| Мими Кин          | юная Эдит Толкин       |
| Том Глинн-Карни   | Кристофер Уайзмэн      |
| Тай Теннант       | юный Кристофер Уайзмэн |
| Энтони Бойл       | Джефри Баш Смит        |
| Патрик Гибсон     | Роберт Гилсон          |
| Элби Марбер       | юный Роберт Гилсон     |
| Колм Мини         | отец Фрэнсис Морган    |
| Женевьев О'Райли  | Мать Джефри Смитта     |
| Крейг Робертс     | Сэм                    |
| Дерек Джекоби     | профессор Джозеф Райт  |
| Джеймс Мак-Каллум | Хилари Толкин          |
| Гильермо Бедуорд  | юный Хилари Толкин     |

## Производство
21 ноября 2013 года было объявлено о том, что компании Fox Searchlight Pictures и Chernin Entertainment прорабатывают создание биографического фильма об английском писателе и сочинителе «Хоббита» и «Властелина колец» Джоне Толкине, основанном на сценарии Дэвида Глисона. 24 июля 2017 года Доме Карукоски был нанят режиссировать фильм по сценарию Глисона и Стивена Бересфорда, который Чернин будет продюсировать для Fox Searchlight, займущейся распространением. Как сообщается, на следующий день Николас Холт вёл переговоры со студией о его возможности сыграть главную роль. 30 августа 2017 года Лили Коллинз была избрана в качестве партнёрши Холта на роль Эдит Толкин, возлюбленной, а позже и жены Джона Толкина, которая также послужила источником вдохновения при создании персонажей принцесс во «Властелине колец». Колм Мини, Том Глинн-Карни и Женевьев О’Райли присоединились к актёрскому составу в октябре 2017. Крейг Робертс присоединился к остальным актёрам в следующем месяце.
Съёмочный период начался в октябре 2017 года и завершился 14 декабря 2017.
6 марта 2019 года кинокомпания Fox Searchlight опубликовала первый полноценный трейлер «Толкина».
Ещё до премьеры, 23 апреля наследники Толкина опубликовали заявление, в котором говорилось, что «они не одобряли, не давали разрешения и не участвовали в создании этого фильма. Они никоим образом не поддерживают его или его содержание», при этом подчёркивалось, что наследники не собираются подавать в суд.

## Критика
Культурный обозреватель «Русской службы Би-би-си» А. Кан посчитал, что фильм «не приближается к магии книг великого сказочника», но его всё равно стоит посмотреть, поскольку Толкин показан в нём как живой человек.